# Casteelmeulen
De Casteelmeulen (Frans: Moulin d'Étendard) is een standerdmolen in de gemeente Kassel in het Franse Noorderdepartement.

## Geschiedenis

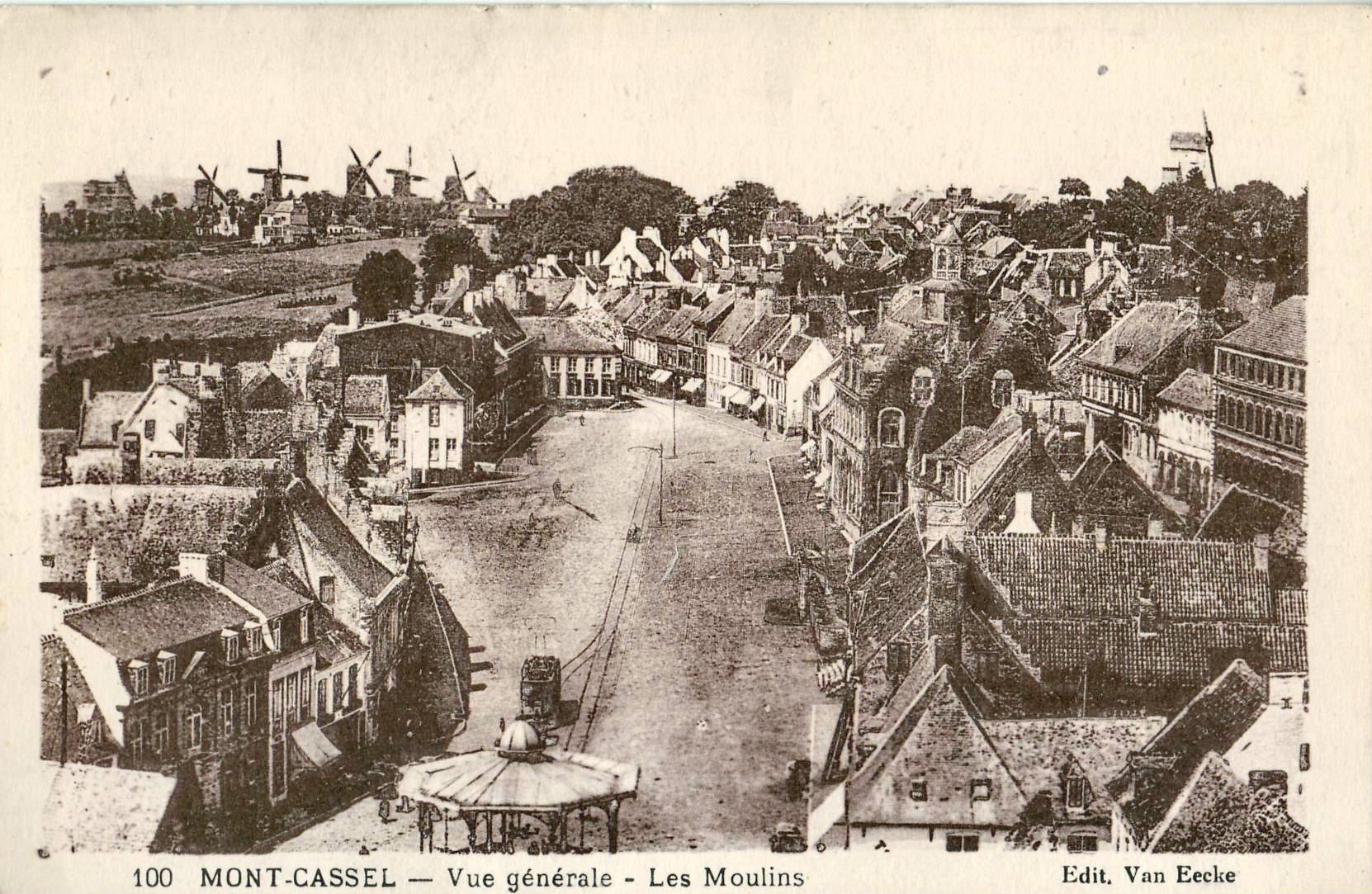
De molens van de Kasselberg aan het begin van de 20e eeuw

Op de top van de Kasselberg stond ooit een twintigtal windmolens. De laatste molen vatte vlam op 30 oktober 1911, wat tot ver in de omtrek te zien was.
In 1947 werd de molen Ruytoor te Arneke aangekocht door het plaatselijke Syndicat d'Initiative, om op 14 juli 1949 opengesteld te worden voor het publiek.
De molen beschikt over twee verschillende inrichtingen: hij fungeert als korenmolen, welke biologische bloem vervaardigt. Een elektrische inrichting fungeert als oliemolen, voor de productie van zowel koolzaadolie als lijnolie.
Nabij de molen bevindt zich een oriëntatietafel en een standbeeld van Maréchal Foch.